# Eduard Steuermann
Eduard Steuermann (Sambir (Impero austro-ungarico), 18 giugno 1892 – New York, 11 novembre 1964) è stato un pianista e compositore austriaco naturalizzato statunitense.

## Biografia
Steuermann studiò pianoforte con Vilém Kurz al Conservatorio di Leopoli e con Ferruccio Busoni a Berlino e studiò composizione con Engelbert Humperdinck e Arnold Schönberg. Suonò il pianoforte nella prima esecuzione del Pierrot Lunaire di Schönberg ed eseguì in anteprima il suo Concerto per pianoforte, op. 42. Continuò la sua collaborazione con Schönberg come pianista per la Verein für musikalische Privataufführungen (Associazione per spettacoli musicali privati) fondata a Vienna da Schönberg e fece un arrangiamento per il trio di pianoforte della Verklärte Nacht di Schönberg. Si esibì nella prima radiofonica di Schönberg "Ode to Napoleon Bonaparte" con la New York Philharmonic sotto Artur Rodziński il 26 novembre 1944. Nel 1952 fu insignito della Schönberg Medal dalla International Society for Contemporary Music. Ha insegnato all'Internationale Ferienkurse für Neue Musik di Darmstadt.

### Stati Uniti
Negli Stati Uniti, dove emigrò nel 1938, era famoso per i suoi recital di Beethoven degli anni '50 e fu un insigne insegnante, insegnando alla Juilliard School dal 1952 al 1964. In America era conosciuto come Edward Steuermann. Tra gli artisti di spicco che hanno studiato con Steuermann ci sono Alfred Brendel, Jakob Gimpel, Moura Lympany, Menahem Pressler, Avraham Sternklar e Russell Sherman. Insegnò anche al filosofo Theodor Adorno, al compositore Gunther Schuller ed ai teorici Edward T. Cone e David Lewin.
Nel 1964 morì di leucemia. Nel 1989 la University of Nebraska Press pubblicò una raccolta di scritti di Steuermann intitolata The Not Quite Innocent Bystander: Writings of Edward Steuermann (ISBN 0803241917). Il libro è stato curato da Clara Steuermann, David H. Porter e Gunther Schuller.
L'attrice Salka Viertel era sua sorella. Steuermann sposò Clara Silvers, pianista e nota bibliotecaria musicale, nel 1949.